# Eva Lindh
Eva Rose-Marie Lindh (folkbokförd Lind), född 24 december 1971 i Västra Frölunda församling i Göteborg, är en svensk politiker (socialdemokrat). Hon är ordinarie riksdagsledamot sedan 2018 (dessförinnan tjänstgörande ersättare i omgångar 2015–2017), invald för Östergötlands läns valkrets. Lindh har varit kommunalråd och suttit i kommunfullmäktige i Linköpings kommun. Hon är ordförande för Socialdemokraterna i Linköping.
Lindh avlade socionomexamen 1995 vid Göteborgs universitet. Lindh är bosatt i Linköping och är skolkurator till yrket. Hon har tidigare även arbetat som socialsekreterare i Kinda kommun och Norrköpings kommun.
Hon kandiderade i riksdagsvalet 2014 och blev ersättare. Lindh var tjänstgörande ersättare för Johan Löfstrand under perioderna 1 september–31 december 2015 och 27 februari–30 juni 2017 samt för Teresa Carvalho under perioden 18 april 2016–1 januari 2017. Sedan valet 2018 är Lindh ordinarie riksdagsledamot.
I riksdagen är Lindh ledamot i Nordiska rådets svenska delegation sedan 2018 samt suppleant i finansutskottet och skatteutskottet. Hon var ledamot i riksdagens delegation till Interparlamentariska unionen 2020–2022 och har varit suppleant i bland annat socialutskottet.